# Courgeac
Courgeac és un municipi francès situat al departament del Charente i a la regió de la Nova Aquitània. L'any 2007 tenia 197 habitants.

## Demografia

### Població
El 2007 la població de fet de Courgeac era de 197 persones. Hi havia 76 famílies de les quals 20 eren unipersonals (4 homes vivint sols i 16 dones vivint soles), 16 parelles sense fills, 32 parelles amb fills i 8 famílies monoparentals amb fills.
La població ha evolucionat segons el següent gràfic:
Habitants censats

### Habitatges
El 2007 hi havia 105 habitatges, 80 eren l'habitatge principal de la família, 16 eren segones residències i 10 estaven desocupats. Tots els 103 habitatges eren cases. Dels 80 habitatges principals, 62 estaven ocupats pels seus propietaris, 13 estaven llogats i ocupats pels llogaters i 5 estaven cedits a títol gratuït; 1 tenia una cambra, 3 en tenien dues, 13 en tenien tres, 29 en tenien quatre i 35 en tenien cinc o més. 58 habitatges disposaven pel capbaix d'una plaça de pàrquing. A 37 habitatges hi havia un automòbil i a 36 n'hi havia dos o més.

### Piràmide de població
La piràmide de població per edats i sexe el 2009 era:
| Homes | Edats   | Dones |
| ----- | ------- | ----- |
| 0     | 95 o +  | 0     |
| 0     | 90 a 94 | 0     |
| 0     | 85 a 89 | 4     |
| 0     | 80 a 84 | 0     |
| 4     | 75 a 79 | 12    |
| 4     | 70 a 74 | 4     |
| 4     | 65 a 69 | 8     |
| 8     | 60 a 64 | 8     |
| 4     | 55 a 59 | 4     |
| 4     | 50 a 54 | 0     |
| 4     | 45 a 49 | 12    |
| 16    | 40 a 44 | 4     |
| 8     | 35 a 39 | 4     |
| 4     | 30 a 34 | 4     |
| 4     | 25 a 29 | 0     |
| 4     | 20 a 24 | 0     |
| 0     | 15 a 19 | 12    |
| 4     | 10 a 14 | 0     |
| 8     | 5 a 9   | 0     |
| 0     | 0 a 4   | 0     |

## Economia
El 2007 la població en edat de treballar era de 124 persones, 93 eren actives i 31 eren inactives. De les 93 persones actives 90 estaven ocupades (49 homes i 41 dones) i 3 estaven aturades (1 home i 2 dones). De les 31 persones inactives 8 estaven jubilades, 11 estaven estudiant i 12 estaven classificades com a «altres inactius».

### Ingressos
El 2009 a Courgeac hi havia 71 unitats fiscals que integraven 182 persones, la mediana anual d'ingressos fiscals per persona era de 14.763 €.

### Activitats econòmiques
Dels 7 establiments que hi havia el 2007, 4 eren d'empreses de fabricació d'altres productes industrials, 1 d'una empresa de construcció, 1 d'una empresa de comerç i reparació d'automòbils i 1 d'una empresa de serveis.
Dels 2 establiments de servei als particulars que hi havia el 2009, 1 era un taller de reparació d'automòbils i de material agrícola i 1 guixaire pintor.
L'any 2000 a Courgeac hi havia 22 explotacions agrícoles que ocupaven un total de 952 hectàrees.

## Poblacions més properes
El següent diagrama mostra les poblacions més properes.